# Mandla Gaduka
Mandla Gaduka es un actor sudafricano. Es más conocido por su participación en las telenovelas Gauteng Maboneng y Generations.

## Biografía
Gaduka nació y se crio en Mahikeng, Sudáfrica.
En 2002, comenzó su carrera como actor en el Centro Cultural Mmabana. Durante este tiempo, completó un curso de Drama a tiempo completo. Después del curso, se mudó a Pretoria y se unió a The South African State Theatre Development. Actuó en muchas obras de teatro escritas y dirigidas por Paul Grootboom como: Cards y Relativity. Participó en la obra de Shakespeare Romeo y Julieta dirigida por Clare Stepford, interpretando el papel de "París", y posteriormente a "Bruto" en la obra de teatro Julio César dirigida por Clara Vaughn.
En 2009, debutó en el thriller de ciencia ficción District 9 dirigido por Neill Blomkamp. En 2010, se unió a la comedia de SABC1, Gauteng Maboneng, interpretando a "Solomon". Su peesonaje se hizo muy popular entre el público y, posteriormente, ganó el premio SAFTA Golden Horn al mejor actor en comedia televisiva 2016 y 2018 en los South African Film and Television Awards (SAFTA). En 2014, se unió a la telenovela Ashes to Ashes e interpretó el papel de "Damian". Por su actuación, ganó el premio al Mejor Actor de Reparto en la categoría TV Soap en los SAFTA 2017. Gaduka continuó con su personaje en el nuevo programa Broken Vows donde fue nominado nuevamente al premio al Mejor Actor de Reparto en la categoría TV Soap en 2018.
En 2011, se unió al elenco de la telenovela Generations interpretando a "Choppa". En 2018, regresó al Market Theatre y actuó en la obra de teatro My Hole, My Home dirigida por Phala O Phala.

## Filmografía
| Año  | Título                  | Papel                          | Tipo                 | Ref.   |
| ---- | ----------------------- | ------------------------------ | -------------------- | ------ |
| 2009 | District 9              | Fundiswa Mhlanga               | Película             | [ 16 ] |
| 2010 | Gauteng Maboneng        | Salomón                        | Series de televisión |        |
| 2010 | Ladera                  | Eddie Malapo                   | Series de televisión |        |
| 2011 | Predicador armado       | Soldado del SPLA               | Película             |        |
| 2011 | Generaciones            | Choppa                         | Series de televisión |        |
| 2014 | Cenizas a las cenizas   | Damian                         | Series de televisión |        |
| 2015 | Avengers: Age of Ultron | El espectador de Johannesburgo | Película             |        |
| 2017 | Votos rotos             | Damian                         | Series de televisión |        |
| 2019 | Perdiendo a Lerato      | Condestable Xaba               | Película             |        |
| 2020 | Isithembiso             | David Maxhosa                  | Series de televisión |        |